# Eretz Yisrael
Zemlja Izrael (heb. ארץ־ישראל, skraćeno א"י – Eretz Yisrael, Erec Jisrael) je tradicionalni židovski naziv za područje južnog Levanta, područja koje  obuhvaćalo današnji Izrael, Zapadnu obalu i Pojas Gaze, kao i dijelove Jordana, jugozapadne Sirije i južnog Libanona. Povezani biblijski, vjerski i povijesni engleski pojmovi uključuju Zemlju Kanaan, Obećanu zemlju, Svetu zemlju i Palestinu. Definicije granica ovog teritorija razlikuju se između odlomaka u židovskoj Bibliji, s posebnim spomenima u Postanak 15, Izlazak 23, Brojevi 34 i Ezekijel 47 . Devet puta drugdje u Bibliji, naseljena zemlja se spominje kao "od Dana do Beer Šebe ", a tri puta se spominje kao "od ulaza u Hemat do potoka Egipta " (1 Kraljevi 8:65, 1 Kronike 13:5 i 2 Kronike 7:8).
Ove biblijske granice za zemlju razlikuju se od granica uspostavljenih povijesnih izraelskih i kasnije židovskih kraljevstava, uključujući Ujedinjeno Kraljevstvo Izrael, dva kraljevstva Izrael (Samarija) i Juda, Hasmonejsko kraljevstvo i Herodovo kraljevstvo. Na svojim vrhuncima, ta su kraljevstva vladala zemljama sa sličnim, ali ne identičnim granicama.
Židovsko vjersko uvjerenje definira zemlju kao mjesto gdje je prevladavao židovski vjerski zakon i isključuje teritorij na kojem se nije primjenjivao. Drži da je to područje Bogom dano naslijeđe židovskog naroda na temelju Tore, posebno knjiga Postanka, Izlaska, Brojeva i Ponovljenog zakona, kao i Jošue i kasnijih proroka (Izlazak 6:4 : "Također sam utvrdio Moj savez s njima da ću im dati zemlju Kanaan, gdje su boravili kao stranci"). Prema Knjizi Postanka, zemlju je Bog prvi put obećao Abramovim potomcima; tekst je izričit da je ovo savez između Boga i Abrama za njegovo potomstvo (Postanak 15:18-21 (NIV) : "Onog dana Jahve sklopi savez"). Abramovo je ime kasnije promijenjeno u Abraham, s obećanjem koje je pročišćeno da pređe preko njegova sina Izaka i do Izraelita, potomaka Jakova, Abrahamova unuka. Ovo uvjerenje ne dijeli većina sljedbenika teologije zamjene (ili supersesionizma), koji drže stajalište da su starozavjetna proročanstva zamijenjena Isusovim dolaskom, stajalište koje kršćanski cionisti često odbacuju kao teološku pogrešku. Evanđeoski cionisti različito tvrde da Izrael ima vlasništvo nad zemljom po božanskom pravu, ili po teološkoj, povijesnoj i moralnoj osnovi privrženosti zemlji jedinstvenoj za Židove (Parkes, James). Ideja da drevni religijski tekstovi mogu biti jamstvo ili božansko pravo za moderno potraživanje često je osporavana,, a izraelski su sudovi odbacili zahtjeve za zemljištem temeljene na vjerskim motivima.
Tijekom mandatnog razdoblja Lige naroda (1920. – 1948.) pojam "Eretz Yisrael" ili "zemlja Izrael" bio je dio službenog hebrejskog naziva Mandatne Palestine. Službeni hebrejski dokumenti koristili su hebrejsku transliteraciju riječi "Palestina" פלשתינה (Palestina) nakon koje su uvijek slijedila dva početna slova "Eretz Yisrael", א״י Aleph-Yod.
Koncept Zemlje Izrael evocirali su osnivači Države Izrael. Često se pojavljuje u političkim raspravama o statusu Zapadne obale, koja se u službenom izraelskom diskursu naziva područjem Judeje i Samarije.